# Drosophila salpina
Drosophila salpina este o specie de muște din genul Drosophila, familia Drosophilidae, descrisă de Chen în anul 1994. Conform Catalogue of Life specia Drosophila salpina nu are subspecii cunoscute.